# Douglas Booth
Douglas John Booth (Londres, 9 de julho de 1992) é um ator e modelo inglês.  Mais conhecido por seus papéis nos filmes Worried About the Boy, Christopher and His Kind, LOL, Romeu e Julieta, Noé, The Riot Club e Jupiter Ascending.

## Biografia

### Vida pessoal
Douglas Booth é filho de Vivien Susanna Booth e Simon V. Booth, uma artista de ascendência espanhola e holandesa e um consultor (anteriormente diretor das grandiosas Citigroup e Deutsche Bank) de ascendência inglesa. Tem uma irmã mais velha chamada Abigail Hannah Booth, ou apenas Abi, uma artista graduada da Chelsea School of Art. Até os dez anos, ele morou em Greenwich, Londres, depois mudou-se para Sevenoaks, Kent.
Douglas teve uma infância difícil por causa do seu transtorno de aprendizagem, então aos 12 anos decidiu ingressar no teatro da escola e estrelou uma produção sobre Agamenon, foi quando se viu apaixonado pela carreira de ator. Ele já falou sobre o assunto em várias entrevistas, mas segue aqui um trecho da revista Interview: "Eu sou disléxico, então eu realmente lutava na escola. Eu sabia que nunca ia sentar-me atrás de uma mesa ou fazer algo que envolvesse números. Quando criança, eu escolhi tocar trompete e me tornar um músico de jazz, mas com 13 ou 14 anos, quando todo mundo estava tocando guitarra e tentando ser legal, eu não podia simplesmente sacar meu trompete e impressionar as pessoas. Não pareceu legal na época, mas na realidade é muito legal". Perguntado se foi isso que o levou a atuar, ele respondeu: "Sim, eu estava no elenco de uma peça da escola. Eu percebi que era onde me sentia mais confortável e onde eu poderia realmente me expressar, então eu me prendi a isso. Daquele ponto em diante não havia realmente um plano B. Eu nunca tive um plano B."

### Educação
Foi parcialmente educado privadamente, primeiro frequentou a Solefield School, escola particular secundária para meninos na cidade de Sevenoaks em Kent, depois foi para a Bennett Memorial Diocesano School, uma escola de auxílio voluntário da estadual Igreja da Inglaterra, na cidade de Royal Tunbridge Wells em Kent, por último participou da Lingfield Notre Dame School, uma escola independente na aldeia de Lingfield em Surrey.
Aos 13 anos, foi envolvido com o National Youth Theatre e a Guildhall School of Music and Drama. Aos 15 anos se juntou a agência Curtis Brown, abandonando a educação formal aos 16 anos para atuar em tempo integral.

### Carreira
Por ter uma boa aparência e estilo, ele já fotografou para diversas revistas. Antes de ganhar fama como ator, foi destaque em campanhas para a grife britânica Burberry por anos, juntamente a Emma Watson e Lily Donaldson.
Fez sua estreia no cinema em 2006, no filme Hunters of the Kahri.
Em 2010 protagonizou o filme Worried About the Boy, centrado na vida do cantor Boy George. Também apareceu recorrentemente na minissérie Os Pilares da Terra, onde interpretou Eustace aos quinze anos.
Em 2011 ele se juntou ao elenco da minissérie Great Expectations, no papel principal de Pip. Nesse mesmo ano, apareceu no filme Christopher and His Kind, onde desempenhou o interesse romântico do escritor Christopher Isherwood (interpretado por Matt Smith).
Em 2012 apareceu no remake americano do filme francês LOL (Laughing Out Loud), fazendo o papel de melhor amigo de Lola (Miley Cyrus) em LOL.
Em 2013 protagonizou o filme Romeu e Julieta, juntamente com Hailee Steinfeld.
Em 2014 apareceu no filme Noé, onde interpretou Sem, um dos filhos de Noé (Russell Crowe) e Enzara (Jennifer Connelly). No mesmo ano, ele se juntou ao elenco principal do filme The Riot Club, no papel de Harry Villiers.
Em 2015 co-estrelou o space opera Jupiter Ascending, ao lado de Mila Kunis, Channing Tatum, Sean Bean e Eddie Redmayne. Também foi escalado como Mr. Bingley para o filme Pride and Prejudice and Zombies, baseado no livro Orgulho e Preconceito e Zumbis.

## Filmografia

### Televisão
| Ano  | Título              | Papel                          | Notas                                     |
| ---- | ------------------- | ------------------------------ | ----------------------------------------- |
| 2011 | Great Expectations  | Pip                            | Minissérie / Episódios: #1.1, #1.2 e #1.3 |
| 2010 | Os Pilares da Terra | Eustace (aos 15 anos de idade) | Minissérie / 08 episódios                 |

### Cinema
| Ano  | Título                               | Papel                | Notas                                           |
| ---- | ------------------------------------ | -------------------- | ----------------------------------------------- |
| 2018 | Mary Shelley                         | Percy Bysshe Shelley |                                                 |
| 2017 | Loving Vincent                       | Armand Roulin        |                                                 |
| 2015 | Pride and Prejudice and Zombies      | Mr. Bingley          | Baseado no livro Orgulho e Preconceito e Zumbis |
| 2015 | Jupiter Ascending                    | Titus Abrasax        |                                                 |
| 2014 | The Riot Club                        | Harry Villiers       |                                                 |
| 2014 | Noé                                  | Sem                  |                                                 |
| 2014 | Sweat                                | ...                  | Curta-metragem                                  |
| 2013 | Romeu e Julieta                      | Romeu                |                                                 |
| 2012 | In Love with Dickens                 | Hamm                 | Telefilme                                       |
| 2012 | LOL                                  | Kyle                 |                                                 |
| 2011 | Christopher and His Kind             | Heinz Neddermeyer    |                                                 |
| 2010 | Worried About the Boy                | Boy George           |                                                 |
| 2009 | From Time to Time                    | Sefton               |                                                 |
| 2006 | Hunters of the Kahri                 | Sagar                |                                                 |
| 2019 | The Dirt – Confissões do Mötley Crüe | Nikki Sixx           |                                                 |